# Coelogyne harana
Coelogyne harana é uma espécie de orquídea epífita, família Orchidaceae, originária de Kalimantan, em Borneu.